# Leif Kristian Nestvold-Haugen
Leif Kristian Nestovld-Haugen (Bærum, 29 november 1987) is een Noorse alpineskiër. Hij vertegenwoordigde zijn vaderland op de Olympische Winterspelen 2010 in Vancouver, op de Olympische Winterspelen 2014 in Sotsji en op de Olympische Winterspelen 2018 in Pyeongchang.

## Carrière
Bij zijn wereldbekerdebuut, in oktober 2009 in Sölden, scoorde Haugen direct wereldbekerpunten. Tijdens de Olympische Winterspelen van 2010 in Vancouver eindigde de Noor als 28e op de reuzenslalom, op de slalom wist hij niet te finishen in de eerste run.
Op de wereldkampioenschappen alpineskiën 2011 in Garmisch-Partenkirchen eindigde hij als zestiende op de reuzenslalom. In december 2012 behaalde Haugen in Madonna di Campiglio zijn eerste toptienklassering in een wereldbekerwedstrijd. In Schladming nam de Noor deel aan de wereldkampioenschappen alpineskiën 2013. Op dit toernooi eindigde hij als 23e op de slalom en als 24e op de reuzenslalom. Tijdens de Olympische Winterspelen van 2014 in Sotsji eindigde hij als twaalfde op de slalom en als zestiende op de reuzenslalom.
Op de wereldkampioenschappen alpineskiën 2015 in Beaver Creek viel Haugen uit in de eerste run van de reuzenslalom. In Sankt Moritz nam de Noor deel aan de wereldkampioenschappen alpineskiën 2017. Op dit toernooi veroverde hij de bronzen medaille op de reuzenslalom, op de slalom eindigde hij op de vijftiende plaats. Tijdens de Olympische Winterspelen van 2018 in Pyeongchang eindigde hij als achtste op de reuzenslalom en als dertiende op de slalom, in de landenwedstrijd sleepte hij samen met Nina Haver-Løseth, Kristin Lysdahl, Maren Skjøld, Sebastian Foss-Solevåg en Jonathan Nordbotten de bronzen medaille in de wacht.

## Resultaten

### Olympische Winterspelen
| Jaar | Plaats      | Resultaten                                     |
| ---- | ----------- | ---------------------------------------------- |
| 2010 | Vancouver   | DNF Slalom 28e Reuzenslalom                    |
| 2014 | Sotsji      | 12e Slalom 16e Reuzenslalom                    |
| 2018 | Pyeongchang | 13e Slalom · 8e Reuzenslalom · Landenwedstrijd |

### Wereldkampioenschappen
| Jaar | Plaats                 | Resultaten                                     |
| ---- | ---------------------- | ---------------------------------------------- |
| 2011 | Garmisch-Partenkirchen | 16e Reuzenslalom                               |
| 2013 | Schladming             | 23e Slalom 24e Reuzenslalom 9e Landenwedstrijd |
| 2015 | Beaver Creek           | DNF Reuzenslalom 5e Landenwedstrijd            |
| 2017 | Sankt Moritz           | 15e Slalom · Reuzenslalom · 5e Landenwedstrijd |
| 2019 | Åre                    | 7e Reuzenslalom 40e Slalom 5e Landenwedstrijd  |

### Wereldbeker
Eindklasseringen
| Seizoen   | Algm | SL  | RS  | PAR |
| --------- | ---- | --- | --- | --- |
| 2009/2010 | 101e | –   | 30e |     |
| 2010/2011 | 89e  | 58e | 26e |     |
| 2011/2012 | 97e  | 40e | 37e |     |
| 2012/2013 | 51e  | 27e | 24e |     |
| 2013/2014 | 36e  | 30e | 10e |     |
| 2014/2015 | 44e  | 45e | 11e |     |
| 2015/2016 | 41e  | 30e | 13e |     |
| 2016/2017 | 17e  | 24e | 6e  |     |
| 2017/2018 | 24e  | 20e | 8e  |     |
| 2018/2019 | 40e  | 35e | 13e |     |
| 2019/2020 | 21e  | 43e | 6e  | 9e  |